# Els Demol
Els Demol (Leuven, 28 januari 1958) is een voormalig Belgisch Vlaams-nationalistisch politica voor de N-VA.

## Biografie
Els Demol studeerde in 1978 af als gegradueerde secretariaat talen aan het Heilig Hartinstituut te Heverlee. Ze was in 1981 als opsteller aan de slag bij de Rijksdienst voor Arbeidsvoorziening en van 1982 tot 1983 secretaresse op een reisbureau. Nadien werd Demol, gehuwd en moeder van zes kinderen, huisvrouw. In het kader van het beroep van haar echtgenoot bracht ze tussen 1980 en 1991 verschillende jaren in het buitenland door in achtereenvolgens Ierland, Venezuela, Australië, Egypte en Griekenland.
Eens terug in België vestigden Els Demol, die afkomstig was uit het Brusselse, en haar gezin zich in Veltem-Beisem, een deelgemeente van Herent. Demol werd actief in verschillende sociaal-culturele verenigingen als het Davidsfonds en de KAV. Ook was ze bestuurslid van de plaatselijke afdeling van de Gezinsbond in Herent en secretaris van de provinciale afdeling van Vlaams-Brabant, evenals van 2004 tot 2010 bestuurder en ondervoorzitter van het Vlaams Woningfonds van de Grote Gezinnen en van 2005 tot 2009 lid van de raad van bestuur en het raadgevend comité van Kind en Gezin. Daarnaast was ze redactielid van Brieven aan Jonge Ouders en lector in de Sint-Michielsparochie.
Demol werd tevens politiek actief voor de Vlaams-nationalistische partij VU&ID en koos na de splitsing van de partij in 2001 resoluut voor de N-VA. In oktober 2000 werd ze voor de lokale partij Wij rond de Vlaams-nationalistisch burgemeester Willy Kuijpers verkozen tot gemeenteraadslid van Herent, wat ze bleef tot in 2011. Van januari 2007 tot september 2011 was Demol er schepen van bibliotheekwezen, gezin, buitenschoolse opvang, jeugd, plaatselijke tewerkstelling en vrijwilligerswerk. In september 2011 verliet Demol de lokale politiek van Herent omdat de combinatie met haar andere politieke functies en haar gezin te zwaar was geworden.
Bij de federale verkiezingen van 13 juni 2010 werd Demol vanop de tweede plaats van de N-VA-lijst in de kieskring Leuven verkozen tot lid van de Kamer van volksvertegenwoordigers. Ze werd vast lid van de commissie Buitenlandse Betrekkingen en ondervoorzitter van het Adviescomité voor de Maatschappelijke Emancipatie. Daarnaast maakte ze deel uit van de Parlementaire Assemblee van de Organisatie voor Veiligheid en Samenwerking in Europa en de Interparlementaire Unie, waar ze voorzitter was van de bilaterale vriendschapsgroep België-Verenigd Koninkrijk. Bij de verkiezingen van 25 mei 2014 stelde Demol zich niet meer kandidaat voor een hernieuwing van haar mandaat.